# Streblocera cerva
Streblocera cerva är en stekelart som beskrevs av De Saeger 1946. Streblocera cerva ingår i släktet Streblocera och familjen bracksteklar. Inga underarter finns listade i Catalogue of Life.